# Chuyện tình Osin
Chuyện tình Osin (tiếng Hàn: 로맨스 타운; Romaja: Romaenseu Taun) là phim truyền hình Hàn Quốc 2011 với sự tham gia của Sung Yu-ri, Jung Gyu-woon, Kim Min-joon và Min Hyo-rin. Phim chiếu trên kênh KBS2 từ 11 tháng 5 tới ngày 14 tháng 7 năm 2011 vào thứ Tư và Năm lúc 21:55 và kéo dài 20 tập.

## Phân vai
- Sung Yu-ri vai Noh Soon-geum
- Jung Gyu-woon vai Kang Gun-woo[4]
- Kim Min-joon vai Kim Young-hee
- Min Hyo-rin vai Jung Da-kyum
- Park Ji-young vai Oh Hyun-joo
- Lee Kyung-shil vai Uhm Soo-jung
- Kim Jae-in vai Yoon Shi-ah
- Joo Jin-mo vai Noh Sang-hoon
- Lee Jae-yong vai Kang Tae-won
- Yang Jung-a vai Seo Yoon-joo[5]
- Jo Hwi-joon vai Kang San
- Ban Hyo-jung vai Yoo Choon-jak
- Kim Ye-won vai Thu Zar Lin
- Jo Sung-ha vai Hwang Yong
- Kim Soo-hyun vai Hwang Joo-won
- Lee Jung-gil vai Jang Chi-gook
- Shin Shin-ae vai Kim Soon-ok
- Kwon Ki-seon vai Oh Boon-ja
- Kim Dong-beom vai Choi, convenience store clerk
- Heo Tae-hee vai Son Jin-pyo
- Im Ye-jin vai mẹ của Soon-
- Go In-beom vai bạn của Sang-hoon